# 巨型巨猿
巨型巨猿（学名：Gigantopithecus giganteus）是一種大型已滅絕的猿，生存於現今的印度。其种加词“Giganteus”意为“巨大的”。
巨型巨猿的化石只有牙齒及顎骨。基於其纖細的化石，巨型巨猿是一種很大型，生活在陸地上的草食性動物，主要吃竹及樹葉。牠只有中國的步氏巨猿的一半體型。